# 460 Scania
A 460 Scania (ideiglenes jelöléssel 1900 FN) a Naprendszer kisbolygóövében található aszteroida. Maximilian Franz Joseph Cornelius Wolf fedezte fel 1900. október 22-én.